# Cristóbal Zaragoza
Cristóbal Zaragoza Sellés (Vila Joiosa, 4 de març de 1923 - Orba, 25 de febrer 1999) va ser un escriptor valencià.

## Biografia
Neix a la Vila Joiosa en 1923 en el si d'una família de classe mitjana. El seu pare era capità de la marina mercant. Estudia el batxillerat i es llicencia en Filosofia i Lletres a la Universitat de València en 1946. Crea una acadèmia d'ensenyament mitjà i professional en la qual treballa com a director i professor de lletres fins al 1962 en què s'estableix a Barcelona, on inicia col·laboracions a la premsa diària.
S'ocupa especialment de la crítica literària en el Noticiero Universal i en el Diario de Barcelona a les ordres de Martín Ferrand. Renúncia, per solidaritat amb el director, després d'una destitució controvertida. Col·labora en revistes i tradueix, alhora que forma part de la plantilla que adapta la Gran Enciclopèdia Larousse del francès a l'espanyol (especialment s'ocupa de les seccions d'art i esports).
Actiu en els moviments antifranquistes des del 68 i en aquest últim any publica la seva primera novel·la "El escándalo del silencio". El segueixen llibres d'història reivindicatius del bàndol republicà Los generales del pueblo, Ejército popular y militares de la República, El levantamiento en África, En aquest sentit la seva obra Carta de Franco a Vizcaíno Casas, rèplica a Y al tercer año resucitó d'aquest últim, li obre les portes a la popularitat, que consolida després d'obtenir el premi Ateneo de Sevilla en 1975 amb al novel·la Manú.
Segueix publicant les seves obres entre les quals cal destacar Generaciones, una llarga trilogia sobre la Transició. El 1981 amb la seva novel·la Y Dios en la última playa guanya el premi Planeta. D'aquesta novel·la - traduïda al rus amb més de 300.000 exemplars venuts a l'antiga URSS - i més d'un milió venuts a Espanya, encara segueixen venent exemplars en diverses col·leccions. Deixa inèdita la segona part, així com una biografia de Fiódor Dostoievski. El 1986 guanya el Premi Internacional de Novel·la Plaza amb el seu llibre Por fin la libertad, traduïda al portuguès, al rus i l'alemany. És coautor amb Aranguren, Vicente Aleixandre, Rafael Alberti, Antonio Buero Vallejo, Camilo José Cela, Miguel Delibes, Gabriel García Márquez, Juan Rulfo, Francisco Umbral, Antonio Gala, Fernando Savater, entre d'altres del Libro de la Paz amb manuscrits autògrafs.

## Obra principal publicada
- El escándalo del silencio, Planeta, 1968.
- No tuvieron la tierra prometida, Planeta, 1969.
- El Cambio de camisa, Paza y Janés, 1970
- Un puño llama a la puerta, 29 ediciones, 1971.
- Aves y pájaros domésticos, Bruguera, 1974.
- Manú (Premio Ateneo de Sevilla), Planeta, 1975.
- El descubrimiento del mundo, Biblioteca RTVE, 1976
- El levantamiento en África, Bruguera, 1977.
- Vivan las cadenas, Bruguera, 1977.
- Los generales del pueblo, Bruguera, 1977.
- Los domingos vacíos, Planeta, 1977.
- Carta de Franco a Vizcaíno Casas, Plaza y Janés, 1978.
- Generaciones 1, Plaza y Janés, 1979.
- Y Dios en la última playa, Premi Planeta, 1981.
- Del color del viento, Planeta, 1982.
- Ejército popular y militares de la República, Planeta, 1982.
- Un muerto en la 105, Plaza y Janés, 1984.
- Acta de defunción. Una reflexión sobre la violencia de los españoles, Planeta, 1985.
- Diálogo con el escritor ausente, Plaza y Janés, 1985.
- Al fin la libertad, Premi Internacional Plaza, 1986.
- El presidente, Plaza y Janés, 1987.
- Generaciones 2, Plaza y Janés, 1988.
- Yo, Juan Prim, Planeta, 1989.
- El libro de la paz, Hispaven, Caracas, Veneçuela, 1990.
- Cervantes. Vida y semblanza, Mondadori, 1991.
- Pájaros de cuento, Seuba, 1993.
- El libro del engaño a los ojos, Inst. Alicantino de Cultura Juan Gil-Albert, 2006
- Generaciones 3. Editorial Carena, 2013